# Leskea intricata
Leskea intricata là một loài Rêu trong họ Leskeaceae. Loài này được Hartm. mô tả khoa học đầu tiên năm 1849.